# Stadio Al-Maktum
Lo stadio Al-Maktum (in arabo ملعب آل مكتوم‎?) è uno stadio di calcio situato in via Oud Metha a Dubai, negli Emirati Arabi Uniti. Ospita le partite casalinghe dell'Al-Nasr e ha una capienza di 13 000 posti a sedere.
I lavori di costruzione dello stadio sono iniziati per volontà del proprietario del club, lo sceicco Hamdan bin Rashid Al-Maktum, nel 1998 e sono stati completatati nel 2000. Da allora l'impianto ospita le partite dell'Al Nasr, club di Dubai, e anche alcune partite della nazionale emiratina.
Nel 2017 e nel 2018 è stato ristrutturato per ospitare alcune partite della Coppa d'Asia 2019.

## Incontri della Coppa d'Asia 2019
- Bahrein -  Thailandia 0-1 (girone A)
- Palestina -  Australia 0-3 (girone B)
- Corea del Sud -  Filippine 1-0 (girone C)
- Iran -  Iraq 0-0 (girone D)
- Libano -  Arabia Saudita 0-2 (girone E)
- Giordania -  Vietnam 1-1 (2-4 dtr) (ottavi di finale)
- Vietnam -  Giappone 0-1 (quarti di finale)

## Partite della nazionale emiratina
| Dubai 24 aprile 2009, ore 21:00 | Emirati Arabi Uniti | 1 – 2 | Arabia Saudita | (6 367 spett.) |

| Dubai 7 febbraio 2010, ore 21:00 | Emirati Arabi Uniti | 3 – 1 | Etiopia | (4 120 spett.) |

| Dubai 12 novembre 2005, ore 21:00 | Emirati Arabi Uniti | 0 – 8 | Brasile | (11 267 spett.) |

| Dubai 23 settembre 2007, ore 21:00 | Emirati Arabi Uniti | 2 – 2 | Siria | (8 514 spett.) |

| Dubai 10 luglio 2011, ore 21:00 | Emirati Arabi Uniti | 2 – 0 | Uzbekistan | (10 325 spett.) |